# Zhicheng (häradshuvudort)
Zhicheng (kinesiska: 长兴县, 雉城镇) är en häradshuvudort i Kina. Den ligger i provinsen Zhejiang, i den östra delen av landet, omkring 88 kilometer norr om provinshuvudstaden Hangzhou. Antalet invånare är 63 753.
Runt Zhicheng är det tätbefolkat, med 613 invånare per kvadratkilometer. Zhicheng är det största samhället i trakten. Trakten runt Zhicheng består till största delen av jordbruksmark.
Genomsnittlig årsnederbörd är 1 811 millimeter. Den regnigaste månaden är augusti, med i genomsnitt 274 mm nederbörd, och den torraste är november, med 70 mm nederbörd.